# Dilecta
El equipo ciclista  'Dilecta' , es un equipo ciclista  francés, maillot azul y dorado, activo entre  1922 y  1955, patrocinado por Dilecta, una empresa francesa de construcción de bicicletas. Dilecta compró la marca J.B. Louvet en 1937.
El equipo desaparece en  1955 y la marca es usada por independientes hasta 1957.

## Historia
Los corredores del equipo ganaron muchos éxitos en el Tour de Francia, pero vistiendo la camiseta de equipos nacionales o regionales. Así, Frans Bonduel ganó 3 etapas del Tour (1 en  1930 y 2 en  1932), 1 para Arsène Mersch en  1936, 1 para Gerrit Schulte en  1938.

## Principaux résultats

### Compétitions internationales
- Campeón del mundo de persecución: Gerrit Schulte (1948)
- Plata en Campeonato Mundial de Ciclismo en Ruta de 1931 : Ferdinand Le Drogo
- Critérium de As : Francis Pélissier (1926)

### Clásicas
- Tour de Flandes: Frans Bonduel (1930), Romain Gijssels (1931), Edgard De Caluwé (1938) y Achiel Buysse (1940, 1941 y 1943)
- París-Tours: Frans Bonduel (1939) y Jacques Dupont (1951)
- París-Bruselas Frans Bonduel (1934 y 1939), Edgard De Caluwé (1935)
- Burdeos-París: Edgard De Caluwé (1935)
- Flecha Valona: Sylvain Grysolle (1941), Karel Thijs (1942)

### Carreras por etapas
- Vuelta a Bélgica Jef Moerenhout (1935)
- Circuito de Bélgica Jef Moerenhout (1944)
- Vuelta a los Países Bajos Gerrit Schulte (1949)

### Victorias en las Grandes Vueltas
- Tour de Francia
  - Victorias de etapas 
    - 2  en 1927 : Ferdinand Le Drogo y Francis Pelissier
    - 1 en 1929 : Paul Le Drogo

### Campeonatos nacionales
- Campeonato de Francia de Ciclismo en Ruta : 1927 1928 (Ferdinand Le Drogo) y 1954 (Jacques Dupont)
- Campeonato de Francia de Ciclismo de la zona ocupada : 1941 (Albert Goutal)
- Campeonato de Luxemburgo de Ciclismo en Ruta : 1935 (Arsène Mersch)
- Campeonato de Luxemburgo de Ciclismo en cyclo-cross 1936 (Arsène Mersch)
- Campeonato de los Países Bajos de Ciclismo en Ruta 1948 (Gerrit Schulte)

## Corredores destacados

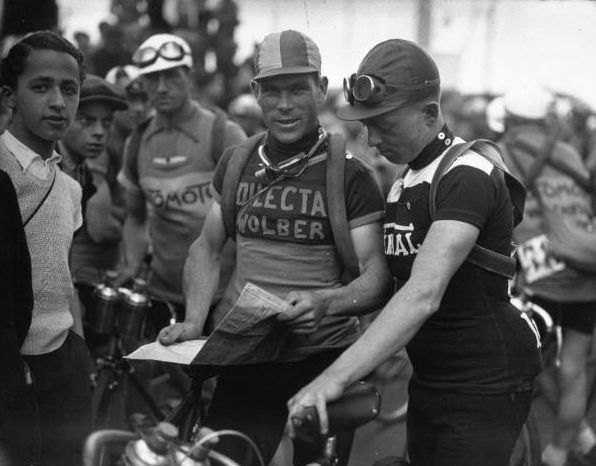
Godinat et Level, Paris-Saint-Etienne, 1934

| - 1926 - Charles Lacquehay - Ferdinand Le Drogo - Charles Pélissier - Francis Pélissier - Henri Pélissier - 1927 - Romain Bellenger - Charles Lacquehay - Ferdinand Le Drogo - Paul Le Drogo - Charles Pélissier - Francis Pélissier - Henri Pélissier - 1928 - Romain Bellenger - Frans Bonduel - Charles Lacquehay - Paul Le Drogo - Ferdinand Le Drogo - 1929 - Frans Bonduel - Ferdinand Le Drogo - Paul Le Drogo - 1930 - Frans Bonduel - Ferdinand Le Drogo - Paul Le Drogo - 1931 - Frans Bonduel - Ferdinand Le Drogo - Paul Le Drogo - 1932 - Frans Bonduel - Ferdinand Le Drogo - 1933 - Frans Bonduel - Ferdinand Le Drogo - 1934 - Frans Bonduel - Edgard De Caluwé - André Godinat - Ferdinand Le Drogo - Jef Moerenhout - 1935 - Albert Billiet - Frans Bonduel - Edgard De Caluwé - Ferdinand Le Drogo - Arsène Mersch - Jef Moerenhout - 1936 - Albert Billiet - Frans Bonduel - Edgard De Caluwé - Arsène Mersch - Jef Moerenhout - 1937 - Albert Billiet - Frans Bonduel - Edgard De Caluwé - Ferdinand Le Drogo - Jef Moerenhout - Gerrit Schulte | - 1938 - Albert Billiet - Frans Bonduel - Achiel Buysse - Edgard De Caluwé - Gerrit Schulte - 1939 - Albert Billiet - Frans Bonduel - Achiel Buysse - Edgard De Caluwé - Gerrit Schulte - 1940 - Frans Bonduel - Achiel Buysse - Edgard De Caluwé - Gerrit Schulte - 1941 - Frans Bonduel - Achiel Buysse - Edgard De Caluwé - Albert Goutal - 1942 - Frans Bonduel - Edgard De Caluwé - Albert Goutal - Jef Moerenhout - Karel Thijs - 1943 - Frans Bonduel - Achiel Buysse - Edgard De Caluwé - Albert Goutal - Jef Moerenhout - 1944 - Frans Bonduel - Achiel Buysse - Edgard De Caluwé - Albert Goutal - Jef Moerenhout - 1945 - Frans Bonduel - Achiel Buysse - Edgard De Caluwé - Albert Goutal - Jef Moerenhout - Gerrit Schulte - 1946 - Frans Bonduel - Achiel Buysse - Edgard De Caluwé - Jef Moerenhout - Gerrit Schulte - 1947 - Frans Bonduel - Gerrit Schulte - 1948 - Gerrit Schulte - 1949 - Gerrit Schulte - 1951 - Jacques Dupont - 1952 - Jacques Dupont - Oscar Plattner - 1953 - Jacques Dupont - 1954 - Jacques Dupont |